# Episodi di The Tick (prima stagione)
La prima stagione della serie televisiva The Tick, composta da 12 episodi, è stata pubblicata da Prime Video, dal 18 agosto 2016 al 23 febbraio 2018.
Il primo episodio della prima parte della stagione, composta dai primi 6 episodi, è stato pubblicato negli Stati Uniti il 18 agosto 2016, mentre il resto della prima parte è stato interamente pubblicato, a livello internazionale, il 25 agosto 2017, su Amazon Video. La seconda parte, comprendente gli episodi dal 7 al 12, è stata successivamente pubblicata, sempre a livello internazionale, il 23 febbraio 2018.
| n°            | Titolo originale                                                            | Titolo italiano                                                      | Pubblicazione USA | Pubblicazione Italia |
| Prima parte   | Prima parte                                                                 | Prima parte                                                          | Prima parte       | Prima parte          |
| ------------- | --------------------------------------------------------------------------- | -------------------------------------------------------------------- | ----------------- | -------------------- |
| 1             | Pilot                                                                       | Pilota                                                               | 18 agosto 2016    | 25 agosto 2017       |
| 2             | Where's My Mind                                                             | Where's My Mind                                                      | 25 agosto 2017    | 25 agosto 2017       |
| 3             | Secret / Identity                                                           | Identità segreta                                                     | 25 agosto 2017    | 25 agosto 2017       |
| 4             | Party Crashers                                                              | Guastafeste                                                          | 25 agosto 2017    | 25 agosto 2017       |
| 5             | Fear of Flying                                                              | Paura di volare                                                      | 25 agosto 2017    | 25 agosto 2017       |
| 6             | Rising                                                                      | Ascesa                                                               | 25 agosto 2017    | 25 agosto 2017       |
| Seconda parte |                                                                             |                                                                      |                   |                      |
| 7             | Tale from the Crypt                                                         | Racconto dalla cripta                                                | 23 febbraio 2018  | 23 febbraio 2018     |
| 8             | After Midnight                                                              | Dopo Midnight                                                        | 23 febbraio 2018  | 23 febbraio 2018     |
| 9             | My Dinner with Android                                                      | La mia cena con Android                                              | 23 febbraio 2018  | 23 febbraio 2018     |
| 10            | Risky Bismuth                                                               | Bismuto rischioso                                                    | 23 febbraio 2018  | 23 febbraio 2018     |
| 11            | The Beginning of the End                                                    | Il principio della fine                                              | 23 febbraio 2018  | 23 febbraio 2018     |
| 12            | The End of the Beginning (Of the Start of the Dawn of the Age of Superhero) | La fine del principio (dell'inizio dell'alba dell'era dei supereroi) | 23 febbraio 2018  | 23 febbraio 2018     |

## Pilota
- Titolo originale: Pilot
- Diretto da: Wally Pfister
- Scritto da: Ben Edlund

### Trama
In un mondo in cui i supereroi e i supercriminali sono reali, Arthur, impiegato senza pretese, è traumatizzato dal supercriminale The Terror, avendo visto le sue azioni portare alla morte di suo padre quando era un ragazzino.  Mentre le autorità e il supereroe Superian credono che The Terror sia morto, Arthur rintraccia le prove di una teoria del complotto secondo cui è ancora vivo.  Segue The Terror fino al boss del crimine Ramses IV e alla Pyramid Gang, e vede Miss Lint, una cattiva con poteri elettrici, ex braccio destro d i The Terror,e gli scagnozzi di Ramses, ottenere uno strano pacco.  Mentre li spia, Arthur viene scoperto da Tick, che ha un vivo interesse per il suo senso della giustizia, ma gli eventi portano all'arresto di Arthur.  Sua sorella Dot viene a liberarlo, chiedendogli di prendere le sue medicine e di smettere di seguire questa teoria del complotto.  La mattina dopo, Arthur trova Tick nel suo letto, dopo aver rubato il pacco (distruggendo la struttura nel processo), che si rivela essere un abito da supereroe che Tick vuole che Arthur indossi.  Arthur ordina a Tick di andarsene, quindi prova lui stesso l'abito, proprio mentre viene attaccato da Miss Lint e dagli scagnozzi

## Where's My Mind
- Titolo originale: Where's My Mind
- Diretto da: Wally Pfister
- Scritto da: Ben Edlund

### Trama
Tick arriva, lancia Arthur fuori dalla finestra per salvarlo e sconfigge facilmente la banda di Miss Lint, facendo perdere a Miss Lint i suoi bracciali. Arthur, sopravvissuto agli spari e gettato dall'edificio grazie alla tuta, fugge e cerca di nascondersi e viene poi ritrovato da Tick. Arthur inizia a chiedersi se Tick non sia solo frutto della sua immaginazione, ma Dot poi si presenta, poiché Arthur non aveva risposto alle sue chiamate, e assicura ad Arthur che può vedere Tick, di cui aveva sentito parlare quando ricuciva alcuni degli uomini feriti di Ramses, coinvolti nell'esplosione causata da Tick.Arthur avverte Tick di stare lontano da Dot e da lui e che il giorno successivo deve lavorare. Miss Lint riferisce il suo fallimento nel recuperare la tuta a Ramses, che la minaccia di recuperarla o verrà uccisa. Quella notte, Arthur, che indossa ancora la tuta, si ritrova inseguito da alcuni scagnozzi di Ramses, e proprio 
in quel momento arriva Overkill che li uccide tutti brutalmente.

## Identità segreta
- Titolo originale: Secret / Identity
- Diretto da: Romeo Tirone
- Scritto da: David Fury

### Trama
Overkill minaccia Arthur, poiché anche lui vuole la tuta, ma arrivano i poliziotti e scappa, lasciando Arthur da solo. Arthur fingendo di essere un supereroe per scagionarsi dal crimine, torna al suo appartamento proprio mentre arriva Miss Lint. Quest'ultima lo mette fuori combattimento e prende la tuta, ma vede anche uno dei ritagli di giornale di Arthur relativi a The Terror e lo prende. Arthur si sveglia ed è quasi in ritardo per il lavoro, ignaro che Overkill lo stia seguendo. Quando Tick cerca di dirgli di saltare il lavoro, Arthur scopre che Tick ha solo ricordi da quando si sono incontrati. Convince quindi Tick a cercare l'identità di Overkill mentre lavora. Mentre è al lavoro, Arthur viene attaccato da Overkill ma ilTick viene in suo soccorso. I due lottano e Overkill riesce a lanciare Tick dalla finestra.

## Guastafeste
- Titolo originale: Party Crashers
- Diretto da: Sheree Folkson
- Scritto da: Joe Piarulli e Luan Thomas

### Trama
Tick si schianta a terra ma rimane illeso. Overkill scopre che Arthur non ha più il super costume, ma prende il suo fascicolo su The Terror, impressionato dalla qualità della ricerca. Dot ricorda ad Arthur che quello stesso giorno è la festa di compleanno del loro patrigno, e lui partecipa con riluttanza. The Tick rovina la festa. Miss Lint scopre che sul costume è stato attivato il riconoscimento ottico della retina da Arthur, rendendolo di fatto, l'unico che può usarlo, giunta alla festa costringe quindi Arthur a attivarlo. Arthur lo fa, e i due lottano, e Arthur vola lanciato fuori dalla finestra.

## Paura di volare
- Titolo originale: Fear of Flying
- Diretto da: Lev L. Spiro
- Scritto da: Susan Hurwitz Arneson

### Trama
I controlli automatici della tuta fanno sì che Arthur inizi a volare in modo incontrollabile attraverso la città. Arthur riesce a chiamare Dot e chiede a lei e Tick di aiutarlo ad ottenere il controllo della tuta e delle terre. Proprio mentre arrivano Tick e Dot, appare anche Overkill, che ordina ad Arthur di consegnare la tuta, ma Tick interviene per difenderlo. Appaiono Ramses e la banda Pyramid, che aveva seguito la scena, e scoppia uno scontro a fuoco, ma Tick e Overkill sconfiggono facilmente gli uomini. Overkill prende in ostaggio Ramses privo di sensi. Arthur, Dot, the Tick e Overkill accettano di lavorare insieme per scoprire il segreto dietro la tuta e scoprono che è stata creata per combattere un alieno, in particolare Superian, il primo supereroe. Quando scoprono che Ramses lo vuole,deducono che Arthur aveva ragione sul fatto che questi stesse lavorando per un molto vivo The Terror, che appare nell'appartamento di Miss Lint.

## Ascesa
- Titolo originale: Rising
- Diretto da: Romeo Tirone
- Scritto da: Jose Molina

### Trama
Mentre Overkill vuole uccidere Ramses dopo che sono riusciti a localizzare la tana di The Terror, Arthur insiste per lasciarlo all'AEGIS, l'agenzia che sovrintende ai supereroi e ai supercriminali, ma scopre che l'ufficio era stato chiuso anni prima. Lui e Tick vengono attaccati dalla Pyramid Gang che tenta di salvare Ramses. Mentre Arthur e Tick sono illesi, l'attacco manda un autobus oltre il bordo di un ponte. The Tick e Arthur salvano con successo tutti i passeggeri di fronte a numerosi testimoni oculari, rendendoli gli eroi della città. Nel frattempo, The Terror spiega a Miss Lint come aveva bisogno di fingere la sua morte per incoraggiarla ad agire autonomamente. Ispirata dalle sue parole, va e uccide Ramses. Quella sera, mentre Tick e Arthur celebrano la loro nuova fama di eroi cittadini, Arthur viene rapito da un aggressore invisibile.

## Racconto dalla cripta
- Titolo originale: Tale from the Crypt
- Diretto da: Thor Freudenthal
- Scritto da: David Fury

### Trama
Dot e The Tick cercano Arthur,e quest'ultima arriva all'appartamento di Arthur, dove trova Overkill. Sopraggiunge anche The Tick, e i tre studiano un piano per salvare Arthur dalla tana di The Terror. Nella tana di The Terror, Arthur scopre che la sua cella è adiacente alla cella del dottor Karamazov, l'uomo che ha disegnato l'abito di Arthur. Miss Lint rende ad Arthur il suo costume e gli fornisce un mezzo per scappare. Questo, tuttavia, è un set-up di Lint and the Terror. Arthur salva Karamazov, che è stato rimpicciolito ed è solo la metà delle dimensioni di Arthur. I due scappano, ma Karamazov prende a pugni Arthur all'inguine e fugge. Tick e Overkill prendono d'assalto la tana di The Terror, ma lui e Miss Lint scappano e bombardano la tana.

## Dopo Midnight
- Titolo originale: After Midnight
- Diretto da: Kate Dennis
- Scritto da: Ben Edlund

### Trama
Con la posizione di The Terror ormai sconosciuta, Arthur decide di mettersi in movimento con Tick per evitare il pericolo, arruolando Tinfoil Kevin, il senzatetto che vive fuori dall'appartamento di Arthur, per sorvegliare l'appartamento. Arthur e Tick vogliono informare Superian del complotto di The Terror per ucciderlo, mentre Dot inizia a esercitarsi a sparare con una pistola datale da Overkill, Lint prende il controllo della Pyramid Gang. Arthur e Tick vanno a un evento di autografi di libri di Midnight, un cane parlante ed ex membro dei Flag Five, il gruppo di supereroi che Arthur idolatrava e che The Terrore aveva sterminato, per mandare a Superian un messaggio. Arthur deduce che Overkill è un ex membro dei Flag Five, sopravvissuto all'assalto di The Terror. Overkill affronta Midnight, ma Midnight si rifiuta di credere che il The Terror sia vivo, e i due litigano. Nel frattempo, una strana auto insegue Arthur...

## La mia cena con Android
- Titolo originale: My Dinner with Android
- Diretto da: Kate Dennis
- Scritto da: Ben Edlund

### Trama
The Terror prende il controllo della Brown Tingle Cola, una società di bibite da lui fondata, utilizzando il suo ufficio come nuovo quartier generale. Arthur e The Tick vengono avvicinati da due diplomatici (una donna e un robot chiamato Bakkup) del paese natale di Karamazov, che stanno cercando Karamazov, poiché The Terror ha lasciato una mancia all'ambasciata che Karamazov ha disertato dal paese. Dot si lega a Overkill, che le insegna a sparare. Arthur e Tick cercano Karamazov, poiché è il loro unico collegamento con l'arma per uccidere Superian. Lo trovano, ma il suo corpo si è ulteriormente ridotto ma ha una testa di dimensioni normali. La donna diplomatica insegue Arthur, facendo esplodere il passeggino che crede contenga Karamazov, ma dopo la sua partenza, si scopre che il passeggino contiene un tacchino congelato dato ad Arthur da Kevin. Nel frattempo, il The Terror mette in atto il suo piano, rivelando che il VLM, un uomo alto come un grattacielo che è stato monitorato dai militari e da Superian, è una parte cruciale di questo piano, con il VLM che si scopre essere l'uomo che ha trovato i denti di The Terror quando Superian lo ha "ucciso". Arthur e Tick portano Karamazov nell '"ufficio" di Kevin in una vecchia testa di robot per curarlo. Arthur e Tick tornano nell'appartamento di Arthur dove trovano un delirante Superian, che sviene.

## Bismuto rischioso
- Titolo originale: Risky Bismuth
- Diretto da: Rosemary Rodriguez
- Scritto da: Ben Edlund

### Trama
Karamazov, ora in un costume da robot modellato da Kevin, racconta ad Arthur e Tick la sua storia. Ha scoperto una scorta di "grande bismutocolpendo il VLM, facendolo muovere verso la città. Karamazov rivela che questo è l'inizio dell'ultima parte del piano di The Terror.

## Il principio della fine
- Titolo originale: The Beginning of the End
- Diretto da: Romeo Tirone
- Scritto da: Ben Edlund

### Trama
Mentre il VLM si avvicina alla città, Karamazov chiarisce ad Arthur che il piano di The Terror è quello di utilizzare il grande bismuto nel VLM come un'esplosione, che ucciderà Superian, poiché il grande bismuto è la sua debolezza. Rivela ad Arthur che la sua tuta funge da "detonatore". Karamazov altera il catalizzatore, disabilitando la detonazione a distanza di Terror. Karamazov altera anche il catalizzatore in modo che la detonazione riduca il VLM a dimensioni normali, ma dice al gruppo che c'è solo il 20% di possibilità di successo. Lint affronta Overkill e la loro conversazione rivela una relazione passata tra i due, rivelando anche che Lint ha usato Overkill per consentire a The Terror di uccidere i Flag Five. Idue condividono un momento,Lint si offre di aiutare Overkill, rivelandogli la posizione di The Terror. Tuttavia, Overkill rifiuta, non fidandosi di lei. Dot attiva il sistema di irrigazione e salva Overkill. Arthur e Tick arrivano al blocco militare, dove condividono un cuore a cuore prima di prepararsi a fermare il VLM.

## La fine del principio (dell'inizio dell'alba dell'era dei supereroi)
- Titolo originale: The End of the Beginning (Of the Start of the Dawn of the Age of Superhero)
- Diretto da: Thor Freudenthal
- Scritto da: Ben Edlund

### Trama
Arthur si prepara ad attivare il catalizzatore, ma è stordito dall'improvvisa apparizione di Superian. Il catalizzatore funziona, riducendo il VLM, e Superian è sopravvissuto. Con il suo piano sventato, The Terror decide di attaccare la cerimonia commemorativa dei Flag Five, alla quale stanno partecipando la madre e il patrigno di Arthur. Arthur e Tick intercettano The Terror al memoriale. Tick attacca la nave di Terror mentre Arthur invia i suoi scagnozzi. Tick squarcia lo scafo, portando Terror a tentare di abbandonare la nave, ma Lint prende la capsula di salvataggio prima che possa farlo. La nave si schianta e Arthur affronta The Terror.Terror si prepara ad uccidere Arthur, ma Superian arriva, sottomettendolo con il suo potere del respiro gelido. Arthur e Dot si riuniscono con la loro famiglia, mentre Superian viene salutato dal pubblico per aver fermato Terror. Overkill si lamenta di non essere stato lui a farlo, ma Dot gli dice che probabilmente scapperà; Overkill ringrazia Dot per averlo fatto sentire meglio. Arthur e Tick conversano con Midnight, che dice ai due di stare attenti agli occhi del pubblico, e che "Il Grande Fratello sta guardando", ma se ne va prima che Arthur possa capire cosa Midnight intendesse dire... Mentre Arthur e Tick si allontanano, un drone AEGIS viene visto dietro la coppia, prima che si alzi e si riorganizzi con molti altri.